# El mundo perdido (novela de Michael Crichton)
El mundo perdido (The Lost World en inglés) es una novela techno-thriller escrita por Michael Crichton y publicada en 1995 por Ballantine Books. Es una secuela del libro Parque Jurásico, luego hicieron la película basada en el libro del mismo título.
Al igual que en la novela homónima, de Arthur Conan Doyle, la novela de Crichton narra una expedición a un lugar aislado de América Central, donde los dinosaurios vagan libremente, aunque en este caso los dinosaurios fueron recreados por ingeniería genética, y no sobrevivieron desde la antigüedad. En 1997, ambas novelas se reeditaron como un único libro titulado El mundo jurásico de Michael Crichton, que no guarda relación con la película de 2015 del mismo nombre.

## Resumen del argumento
En las playas de Costa Rica comienzan a aparecer cadáveres de extraños animales. Richard Levine, un ambicioso paleontólogo, decide investigar el origen de los animales, convencido de que éstos serían la prueba que probaría la existencia de un hipotético «mundo perdido», una tierra inexplorada y habitada todavía por los dinosaurios.
El excéntrico matemático Ian Malcolm, sobreviviente de los eventos de la primera novela y el ingeniero de materiales Jack «Doc» Thorne reciben una llamada satelital de Levine, diciendo que se encuentra atrapado en una isla llamada Enclave B y necesita ayuda. Ellos organizan una operación de rescate con ayuda del mecánico Eddie Carr y se dirigen a isla Sorna, luego de determinar que ese es el sitio llamado Enclave B. Con ellos viajan escondidos R. B. «Arby» Benton, un niño genio de once años que puede usar una computadora mejor que muchos adultos, y Kelly Curtis, de trece años y amiga de Arby. La isla es una instalación secreta de la empresa InGen, que se encuentra en bancarrota, donde ellos mantenían los dinosaurios antes de transferirlos al Parque Jurásico.
Al mismo tiempo, Lewis Dodgson, el inescrupuloso genetista en Biosyn (archirrival de InGen), responsable de que Dennis Nedry desencadenara el incidente de isla Nublar en la anterior novela, se dirige a Isla Sorna, junto a otros dos colegas, con intenciones de robar huevos de dinosaurios. Sarah Harding, una observadora de la vida silvestre y amiga de Malcolm, también viaja a la isla con ellos y se encuentra con el equipo de rescate. La operación de Dodgson se vuelve un desastre cuando sus asociados son asesinados (uno de ellos por los velociraptores y el otro por un tiranosaurio) y queda varado en la isla. 
Posteriormente, Eddie trae al campamento una cría de tiranosaurio que había sido herida accidentalmente por el equipo de Dodgson; Malcolm y Harding trabajan arreglándole su pierna rota. Luego en la noche, los padres de la cría de tiranosaurio atacan al campamento, hiriendo a Malcolm y destruyendo uno de los dos remolques. Más tarde, una manada de velociraptores embosca a los supervivientes, atrapándolos en una tienda abandonada por el resto de la noche.
Como en el primer libro, los personajes tiene que repeler los ataques de los tiranosaurios y los velociraptores, además de los carnotauros, los cuales son descritos con habilidades de mimetismo similares a las de un camaleón. A través de la novela, Malcolm y Levine discuten teorías sobre la evolución y la extinción, así como la naturaleza de la ciencia moderna y la homogeneización y naturaleza destructiva de la humanidad. El libro también discurre sobre el papel de los priones en las enfermedades cerebrales, lo cual ha estado en la raíz de las preocupaciones acerca de la enfermedad de las vacas locas.

## Adaptación al cine
En 1997, Steven Spielberg dirigió un filme basado en la novela, como había hecho con Parque Jurásico cuatro años antes.

## Dinosaurios que aparecen en la novela
- Apatosaurus
- Carnotaurus
- Dryosaurus
- Gallimimus
- Maiasaura
- Mussaurus
- Ornitholestes
- Othnielia
- Pachycephalosaurus
- Parasaurolophus
- Procompsognathus
- Stegosaurus
- Triceratops
- Tyrannosaurus Rex
- Velociraptor